# Pozdrowienie hitlerowskie

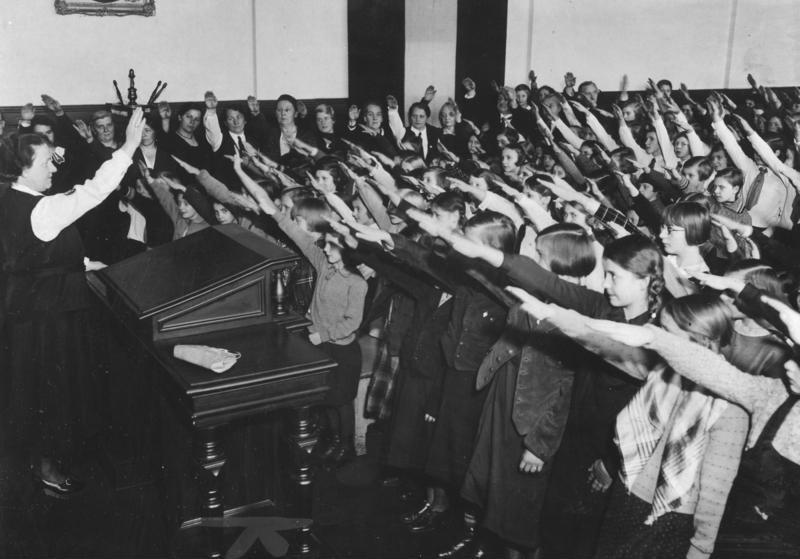
Niemieccy uczniowie wznoszący ręce w geście Hitlergruß, 1934

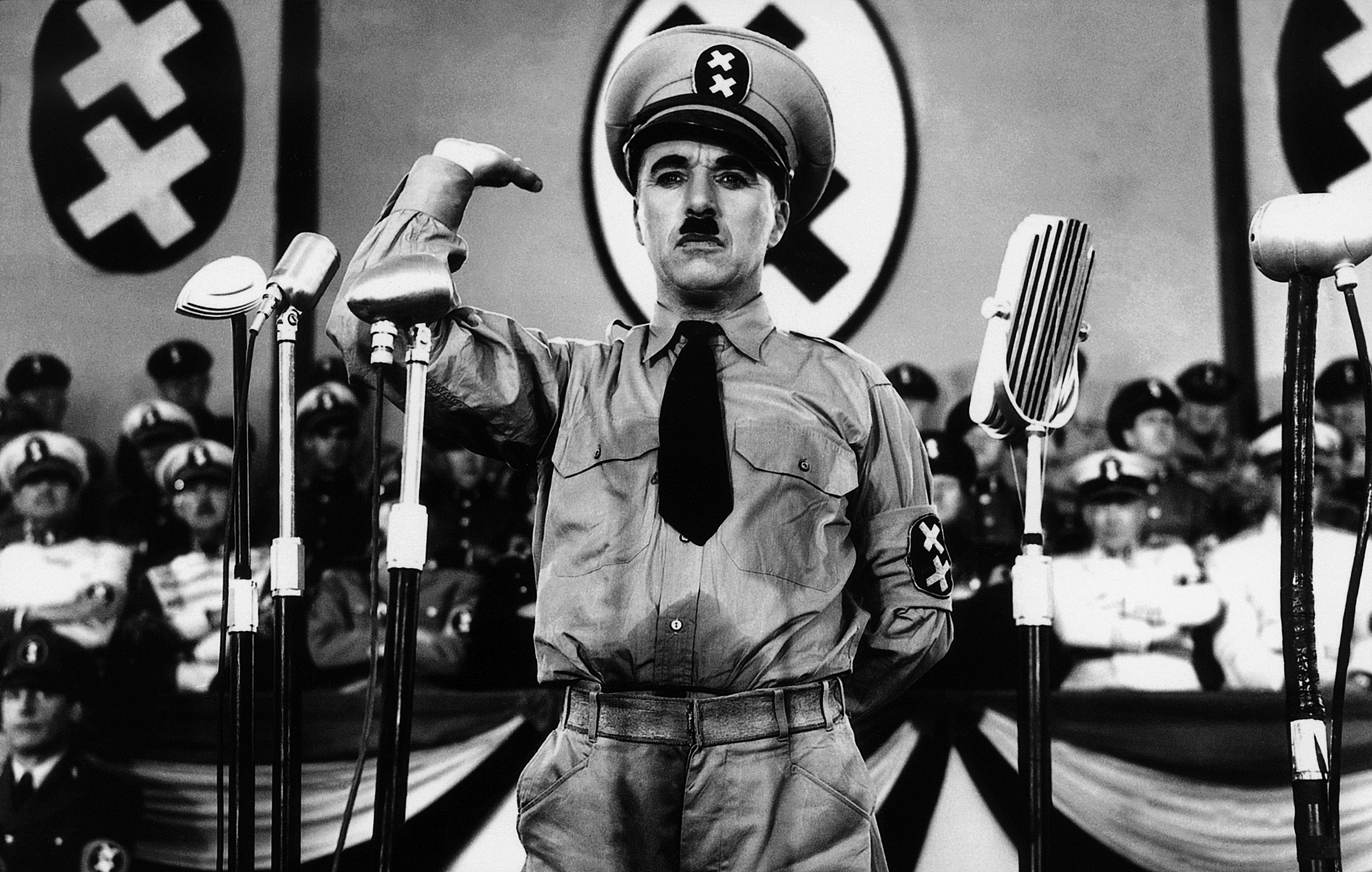
Charlie Chaplin w filmie Dyktator (1940) parodiuje Hitlergruß

Pozdrowienie hitlerowskie (niem. Hitlergruß) – powitanie w III Rzeszy. Jest połączeniem salutu rzymskiego, czyli czynności polegającej na podniesieniu wyprostowanego prawego ramienia nieco powyżej wysokości ramion, z okrzykiem Heil Hitler!ⓘ (niem. Chwała Hitlerowi!, Cześć Hitlerowi!, Niech żyje Hitler!) lub Sieg Heil!ⓘ (niem. Niech żyje zwycięstwo!, Wiwat zwycięstwo!).
Początkowo pozdrowienie to ograniczało się do samego podniesienia ramienia i dotyczyło tylko członków NSDAP. Po raz pierwszy gest ten został wykonany przez Adolfa Hitlera 27 stycznia 1923 roku podczas spotkania partyjnego, Hitler pozdrowił w ten sposób swoich słuchaczy. Naziści najprawdopodobniej zapożyczyli gest od włoskich faszystów. Pierwsza fotografia przedstawiająca członków NSDAP wykonujących salut rzymski pochodzi z 1 września 1923 roku i została wykonana na masowym zlocie nacjonalistycznych sił paramilitarnych w Norymberdze. Od parad w 1925 roku gest stał się coraz bardziej powszechny. Powitanie za pomocą salutu rzymskiego stało się oficjalnym elementem estetyki NSDAP od 1927 roku. Od 1930 roku członkowie NSDAP mieli obowiązek łączyć salut rzymski z okrzykiem Heil Hitler!. Później stosowano go zamiennie z Sieg Heil!, co było nie tylko formą pozdrowienia, ale i manifestacją zwycięstwa. Adolf Hitler i inni przywódcy partyjni często powtarzali te słowa pod koniec swoich propagandowych przemówień na masowych zgromadzeniach. Po raz pierwszy zostały one użyte przez Rudolfa Hessa podczas zjazdu NSDAP (niem. Reichsparteitag) w Norymberdze 10 września 1934 roku. Po swym przemówieniu przed ogromną publicznością Hitler milczał przez chwilę w zamyśleniu, a w tym momencie stojący w pobliżu Hess, będąc pod wrażeniem przemówienia Führera, wykrzyknął:

Die Partei ist Hitler. Hitler aber ist Deutschland wie Deutschland Hitler ist! Sieg Heil!

Tłumaczenie:

Partia to Hitler. Ale Hitler to Niemcy, tak jak Niemcy to Hitler! Niech żyje zwycięstwo!

Po zdobyciu władzy przez nazistów w ramach rozszerzania kultu Hitlera minister spraw wewnętrznych Wilhelm Frick dekretem z 13 lipca 1933 roku zobowiązywał do używania hitlerowskiego pozdrowienia przez całe niemieckie społeczeństwo – stąd propagandowe określenie Deutscher Gruß, czyli pozdrowienie niemieckie. Decyzja ta zbiegła się z wprowadzonym następnego dnia zakazem tworzenia i działalności jakichkolwiek partii politycznych poza NSDAP. Na Hitlera odtąd (po 1934 roku) składano przysięgi, pozdrowienie „cześć Hitlerowi” (Heil Hitler) przeszło nawet do korespondencji. Stało się ono świadectwem „jedności i posłuszeństwa wobec wodza”. Jego użycie wymagane było od tej pory w czasie śpiewania hymnu państwowego (Das Lied der Deutschen) i partyjnego (Horst-Wessel-Lied). Powstał też szereg oficjalnych wytycznych, które dokładnie regulowały sposób wykonywania tego gestu. Osoby, którym amputowano prawą rękę, mogły w celu oddania nazistowskiego salutu posłużyć się lewą, podobnie jak mężczyźni, którzy użyczali prawego ramienia towarzyszącej im kobiecie. Poza tymi wyjątkami instrukcja nakazywała wzniesienie wyprostowanej prawej ręki pod takim kątem, aby widoczny był spód dłoni. Jednocześnie należało wypowiedzieć słowa Heil Hitler!, Sieg Heil! lub przynajmniej Heil!. W 1937 roku zakazano wykonywania „niemieckiego pozdrowienia” Żydom. Z kolei w Wehrmachcie aż do 1944 roku zachowano tradycyjny salut wojskowy, a Hitlergruß stał się obowiązkowy dopiero po nieudanym zamachu na życie Hitlera, dokonanym 20 lipca 1944 roku przez płk. Clausa von Stauffenberga.

Wśród osób należących do tej samej grupy społecznej zwyczaj nakazuje podniesienie wyprostowanej prawej ręki pod takim kątem, by stał się widoczny spód dłoni. Gestowi temu towarzyszy sformułowanie „Heil Hitler” albo przynajmniej „Heil”. Jeśli ktoś pozdrawia znajomego z większej odległości, wystarczy podnieść rękę w opisany wyżej sposób. Jeśli spotykamy osobę pod względem społecznym – lub jakimś innym – stojącą niżej od nas, należy prawą dłoń unieść pionowo na wysokość oczu; jednocześnie należy powiedzieć „Heil Hitler”. W obu przypadkach należy gest powitalny wykonać lewą ręką, jeśli na prawej wspiera się towarzysząca dama.

Konsekwentne nieużywanie pozdrowienia „Heil Hitler”, które Świadkowie Jehowy uważali za sugerujące przypisywanie zbawienia Hitlerowi (oddawanie czci człowiekowi jest dla nich formą bałwochwalstwa), stało się jedną z przyczyn represji nazistów wobec tej grupy religijnej.
Po II wojnie światowej nazistowski salut oraz okrzyki Heil Hitler! i Sieg Heil! zostały prawnie zakazane w wielu krajach. W Niemczech, zgodnie z § 86 i § 86a niemieckiego kodeksu karnego (StGB), użycie tego powitania (wyjąwszy przypadki działalności artystycznej i naukowej) jest zagrożone grzywną lub karą pozbawienia wolności. Podobne przepisy obowiązują również w Austrii, na mocy § 3g ustawy konstytucyjnej o zakazie NSDAP (Verbotesgesetz). W Polsce właściwym w tym zakresie jest przepis art. 256 kodeksu karnego, zakazujący publicznego propagowania faszystowskiego lub innego totalitarnego ustroju państwa.
Obecnie grupy neonazistowskie używają na oznaczenie wyrażeń Heil Hitler! i Sieg Heil! kodów numerycznych 88 i 19/8, ponieważ słowa Heil i Hitler rozpoczynają się od H, zaś Sieg od S, a litery H i S znajdują się w alfabecie odpowiednio na 8 i 19 miejscu (zob. Symbolika neonazistowska).